# Tegra-Nunatak
Der Tegra-Nunatak (bulgarisch нунатак Тегра nunatak Tegra) ist ein in ost-westlicher Ausrichtung 2,6 km langer und 0,7 km breiter sowie 1200 m hoher und größtenteils unvereister Nunatak am westlichen Rand der Elgar Uplands auf der Alexander-I.-Insel westlich der Antarktischen Halbinsel. Er ragt 5 km nordnordöstlich des Nebusch-Nunataks, 8,1 km südöstlich des Shaw-Nunataks und 9,38 km südlich bis östlich des Lizard-Nunataks auf. Der Delius-Gletscher liegt südöstlich und das Nichols-Schneefeld nördlich und westlich von ihm.
Die bulgarischen Geologen Christo Pimperew und Borislaw Kamenow besuchten ihn am 30. Januar 1988 gemeinsam mit Philip Nell und Peter Marquis vom British Antarctic Survey. Britische Wissenschaftler hatten ihn bereits 1971 kartiert. Die bulgarische Kommission für Antarktische Geographische Namen benannte ihn 2017 nach dem Römerlager Tegra im Nordosten Bulgariens.